# Harpalini
Los harpalinos (Harpalini) son una tribu de coleópteros adéfagos de a la familia Carabidae.
Hay 70 géneros y subgéneros con 357 especies descritas.

## Subtribus

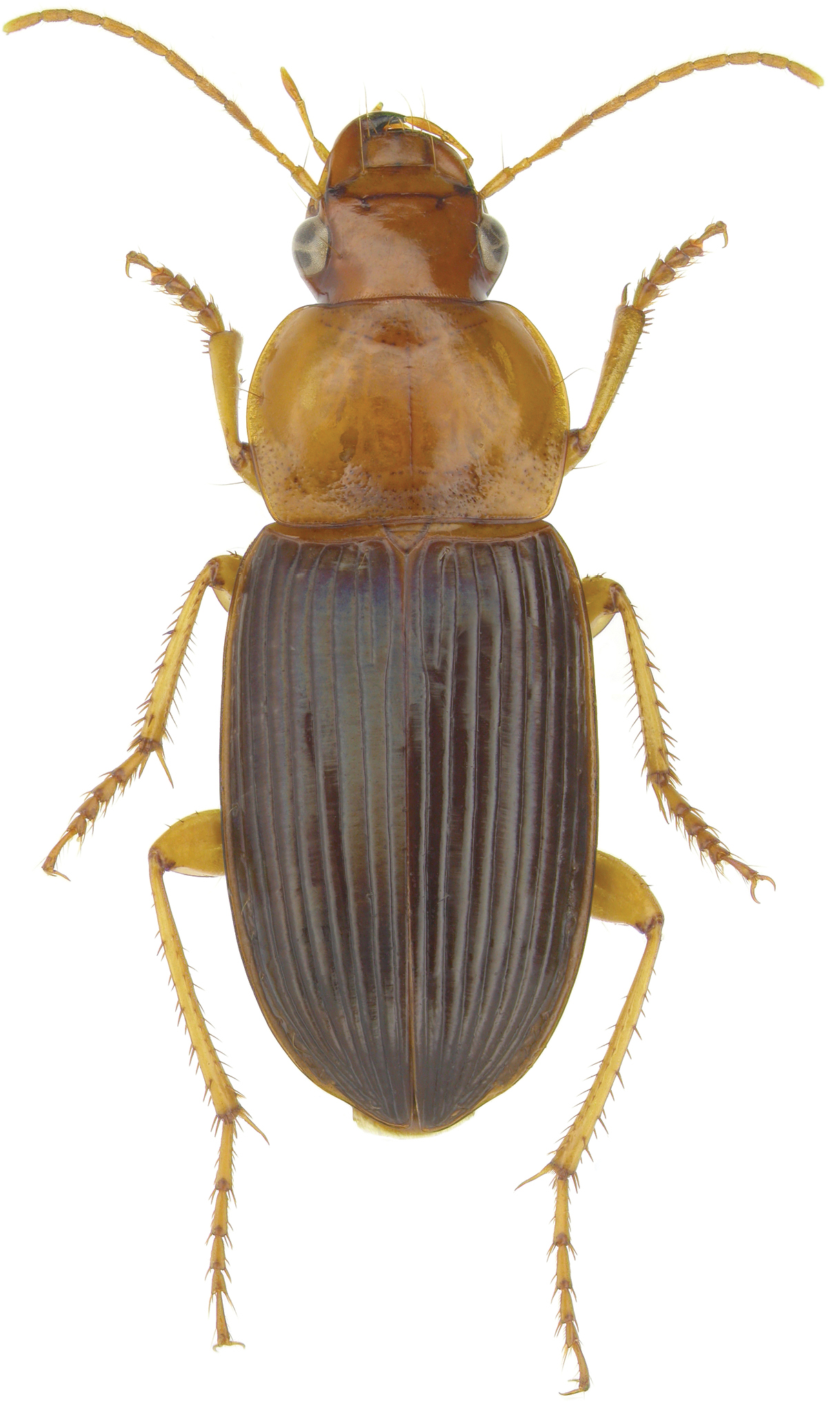
Trichotichnus dichrous

Tiene las siguientes subtribus:
- Amblystomina -
- Anisodactylina -
- Bradybaenina -
- Ditomina -
- Harpalina -
- Pelmatellina -
- Stenolophina

## Géneros
Incluye los siguientes géneros:
- Acupalpus Latreille, 1829
- Agonoleptus Casey, 1914
- Amblygnathus Dejean, 1829
- Amerinus Casey, 1884
- Amphasia Newman, 1838
- Anisodactylus Dejean, 1829
- Athrostictus Bates, 1878
- Aztecarpalus Ball, 1970
- Bradycellus Erichson, 1837
- Cratacanthus Dejean, 1829
- Dicheirotrichus Jacquelin du Val, 1855
- Dicheirus Mannerheim, 1843
- Discoderus LeConte, 1853
- Euryderus LeConte, 1846
- Geopinus LeConte, 1847
- Gnathaphanus W. MacLeay, 1825
- Gynandropus Dejean, 1831
- Harpalobrachys Tschitschérine, 1899
- Harpalus Latreille, 1802
- Hartonymus Casey, 1914
- Notiobia Perty, 1830
- Ophonus Dejean, 1821
- Pelmatellus Bates, 1882
- Philodes LeConte, 1861
- Piosoma LeConte, 1847
- Pogonodaptus G. Horn, 1881
- Polpochila Solier, 1849
- Selenophorus Dejean, 1829
- Stenolophus Dejean, 1821
- Stenomorphus Dejean, 1831
- Trichotichnus Morawitz, 1863
- Xestonotus LeConte, 1853